# Teuchopora edwardsi
Teuchopora edwardsi är en mossdjursart som först beskrevs av Jullien 1882.  Teuchopora edwardsi ingår i släktet Teuchopora och familjen Teuchoporidae. Inga underarter finns listade i Catalogue of Life.